# Acer pseudosieboldianum
Acer pseudosieboldianum là một loài thực vật có hoa trong họ Bồ hòn. Loài này được (Pax) Kom. mô tả khoa học đầu tiên năm 1903.

## Hình ảnh

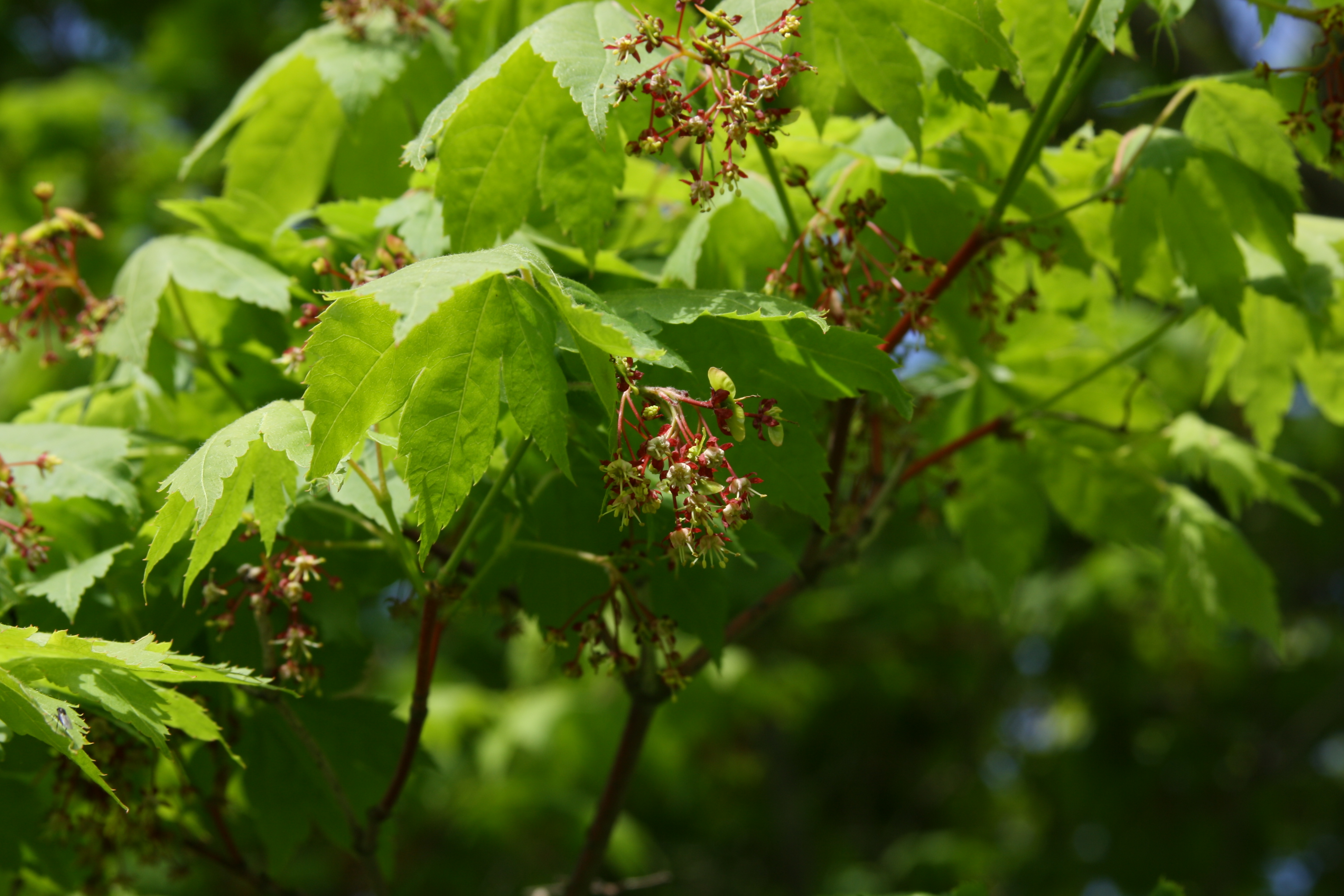
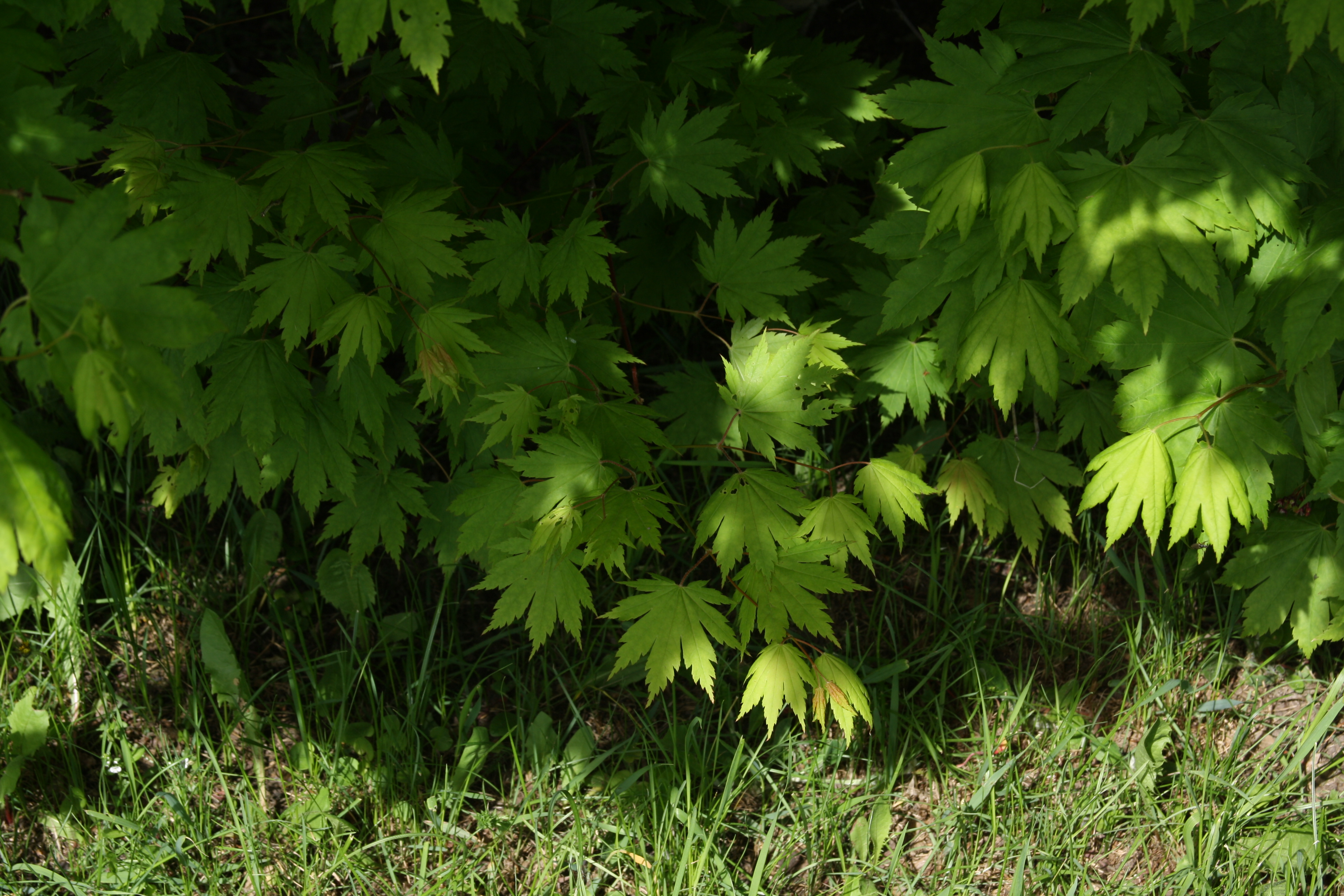
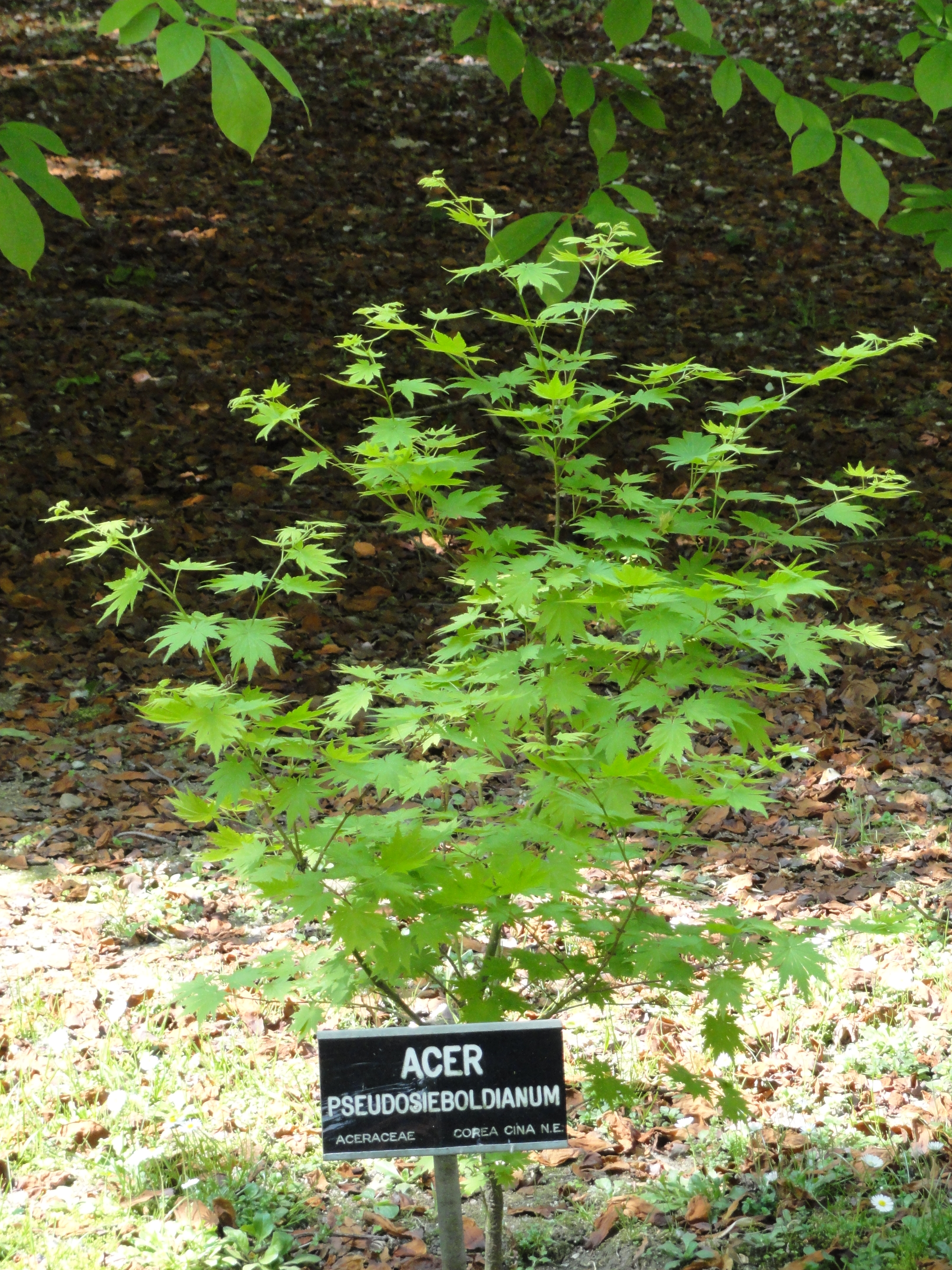
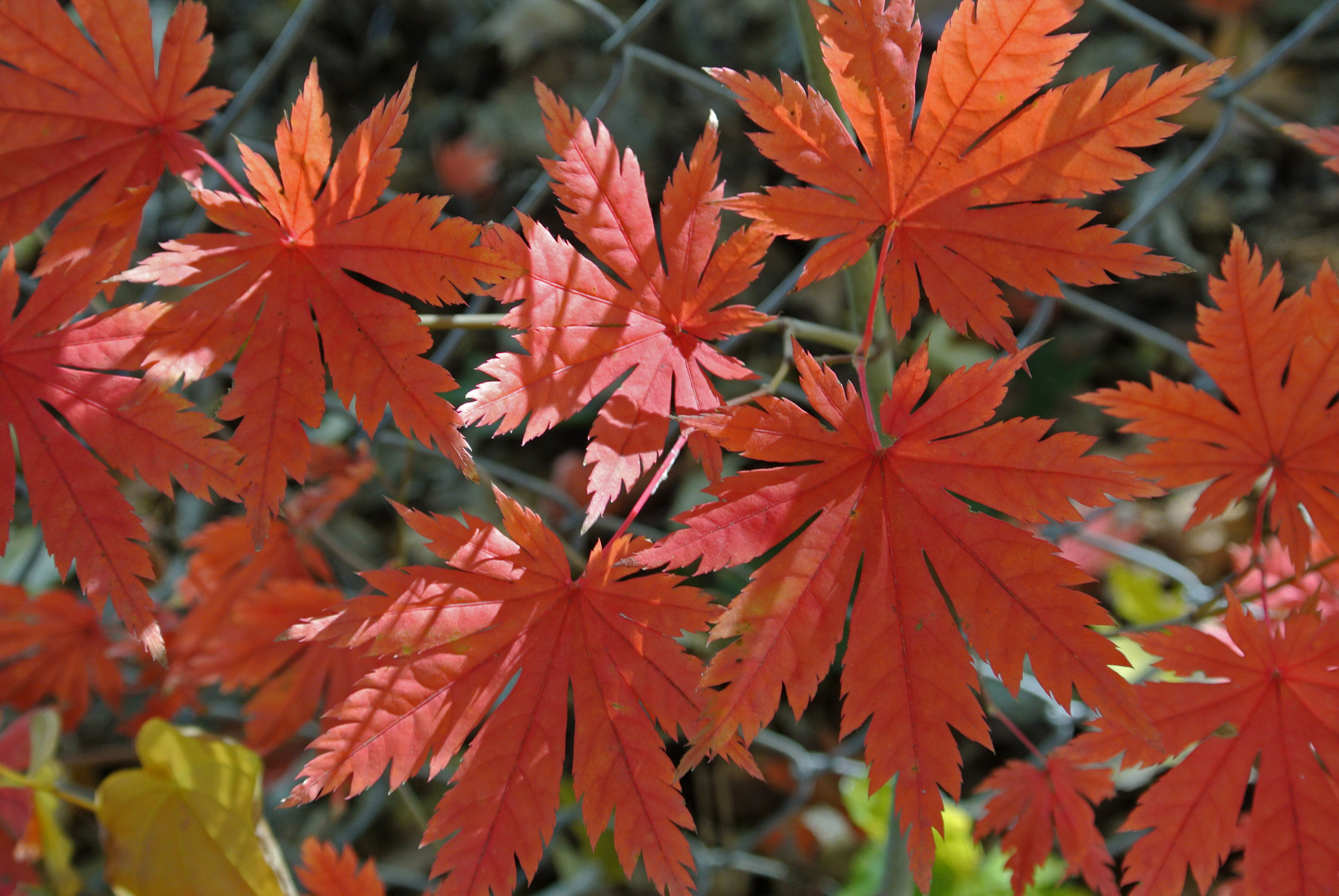